# 马茨·格兰布施
马茨·格兰布施（德語：Mats Grambusch，1992年11月4日—），德国男子曲棍球运动员。他曾代表德国参加2016年和2020年夏季奥林匹克运动会曲棍球比赛，其中2016年奥运会获得一枚铜牌。

## 外部連結
- 马茨·格兰布施在國際曲棍球總會
- 马茨·格兰布施在Olympedia的个人资料和比赛数据
- 马茨·格兰布施在Olympics.com的个人资料和比赛数据
- 马茨·格兰布施在OlympicChannel.com的个人资料和比赛数据（存档）
- 马茨·格兰布施在Olympic.org的的个人资料和比赛数据（存档）
- 马茨·格兰布施在德國奧林匹克體育同盟 （德語）